# Sanctus
O Sanctus (Latim: Sanctus, "Santo")  é um hino usado na liturgia católica. É um canto que faz parte do ordinário da missa sendo a continuação e conclusão do prefácio da oração eucarística. Nunca deve portanto ser rezado ou substituído por outro canto.
A primeira parte é adaptada de Isaías (Is 6, 3). A segunda parte é um texto tirado do Evangelho da entrada de Jesus em Jerusalém (Mt 21, 9) e estabelece uma relação com o Salmo 118 (117). 
Nas missas dos mortos (Requiem), é cantado após o ofertório.

## Texto
Em latim
Sanctus, Sanctus, Sanctus, Dominus Deus Sabaoth!
Pleni sunt Cæli et Terra gloria Tua.
Hosanna in excelsis!
Benedictus qui venit in Nomine Domini. 
Hosanna in excelsis!
Em Português, segundo a tradução litúrgica portuguesa e brasileira
Santo, Santo, Santo, Senhor Deus do Universo!
O Céu e a Terra proclamam a Vossa glória.
Hosana nas alturas!
Bendito o que vem em Nome do Senhor.
Hosana nas alturas!
Em Português, tradução literal 
Santo, Santo, Santo, Senhor Deus dos Exércitos!
Os Céus e a Terra estão cheios da Tua glória.
Hosana nas alturas!
Bendito o que vem em Nome do Senhor.
Hosana nas alturas! 